# Courtney Barnett
Courtney Melba Barnett (* 3. November 1987 in Sydney) ist eine australische Singer-Songwriterin und Gitarristin des Alternative Rock.

## Leben
Courtney Barnett wuchs in Mona Vale im Norden von Sydney als Tochter einer Balletttänzerin und eines Inspizienten auf. Sie strebte zunächst eine Karriere als Tennisspielerin an, wandte sich aber im Alter von 16 Jahren der Kunst und der Musik zu. Sie studierte Zeichnen und Fotografie in Tasmanien, brach das Studium jedoch nach zwei Jahren ab. Daraufhin war Barnett in Melbourne in verschiedenen Bands als Gitarristin tätig. Gemeinsam mit der befreundeten Musikerin Jen Cloher gründete sie 2012 schließlich das eigene Indie-Label Milk!, ansässig im Bezirk Merri-bek City von Melbourne. Das Label ist kontinuierlich sehr produktiv tätig, verlegte etwa Loose Tooth, The Finks und Fraser A. Gorman mit jeweils mehreren Alben und natürlich die Alben der beiden Gründerinnen, oft neben CDs auch auf Vinyl.
Barnett macht den Wegbereiter für andere australische Musiker, indem sie häufig Bands, die ihr gefallen haben, als Vorgruppe in ihre Auslandstourneen einbaut. Auf ihrem Indielabel Milk! Records bringt sie ebenfalls nicht bloß eigene Alben, sondern eine Vielzahl von talentierten Newcomern und Musikerkollegen heraus. Die Artwork für ihre Alben/CD-Hüllen macht sie ohnehin vorwiegend selbst. Selbst ihre Twitter- und Instagrampostings zeigen sie beständig als eine ideenreiche Zeichnerin.
Als Einflüsse ihrer Musik nennt Courtney Barnett Patti Smith und Nirvana. Das Magazin Spex verglich ihren Gesangsstil und ihre Texte zudem mit Lou Reed, Bob Dylan und Lily Allen. Mit ihren EPs I’ve Got a Friend Called Emily Ferris und How to Carve a Carrot into a Rose war Barnett ab 2012 zunächst in Australien erfolgreich, bevor sie auch im Ausland ein größeres Publikum fand. Unter anderem trat sie auf dem Coachella Valley Music and Arts Festival, dem Festival Transmusicales in Rennes und dem Glastonbury Festival auf.
Am 20. März 2015 veröffentlichte Courtney Barnett ihr Debütalbum Sometimes I Sit and Think, and Sometimes I Just Sit, das Platz 4 in den australischen Charts und Platz 20 in den US-Charts erreichte. Von der Kritik wurde das Album überwiegend positiv aufgenommen; das Portal allmusic vergab 4,5 von 5 Sternen, Pitchfork Media 8,6 von 10 Punkten, der Guardian bedachte das Album mit der Höchstzahl von fünf Sternen.
Auf zeit.de lobte Thomas Winkler Barnetts gewitzte und ernsthafte Herangehensweise an alltägliche Themen, während Jan Wiele in der Online-Ausgabe der Frankfurter Allgemeinen Zeitung den gelungenen Umgang mit der Tradition von Grunge und Folk hervorhob. Im Jahr 2016 war Barnett in der Kategorie Best New Artist für einen Grammy nominiert.
Regelmäßig lädt sie talentierte Nachwuchs-Musikerinnen, die mit ersten Alben über die lokale Ebene hinausgekommen sind, als Vorgruppe für ihre interkontinentalen Auslandstourneen ein. Am 9. Juni 2018 gastierte sie während ihrer Europatournee gemeinsam mit Waxahatchee im Pariser Bataclan. Im Februar und Anfang März 2019 tourte sie durch die großen Städte Mittel- und Südamerikas, um direkt daran anschließend in Tokio, Nagoya und Osaka zu spielen.

## Diskografie

### Alben
- Sometimes I Sit and Think, and Sometimes I Just Sit (2015)
- Tell Me How You Really Feel (2018)
- MTV Unplugged Live in Melbourne (2020)
- Things Take Time, Take Time (2021)

### Kollaborationen
- Lotta Sea Lice (mit Kurt Vile) (2017)

### EPs
- I’ve Got a Friend Called Emily Ferris (2012)
- How to Carve a Carrot into a Rose (2013)
- The Double EP: A Sea of Split Peas (2013)

## Belege
1. 1 2  Chartquellen: AU DE CH UK US
2. ↑  Auszeichnungen für Musikverkäufe: AU UK
3. ↑  Kathryn Bromwich: On my radar: Courtney Barnett’s cultural highlights. In: theguardian.com. 13. November 2021, abgerufen am 2. März 2022 (englisch).
4. ↑  Reviews: Courtney Barnett, Alison Wonderland and Meg Mac, Craig Mathieson, The Sydney Morning Herald, 20. März 2015
5. 1 2  Dorian Lynskey: Courtney Barnett: ‘Every day I have some sort of breakdown’ , The Guardian vom 12. März 2015, abgerufen am 22. April 2015
6. ↑  siehe Discogs-Profil des Indielabels
7. ↑  Jacqueline Krause-Blouin: Courtney Barnett (Memento vom 26. April 2015 im Internet Archive), Spex am 25. April 2014, gesehen am 12. Januar 2023
8. ↑  australian-charts.com (Memento des Originals vom 3. Mai 2015 im Internet Archive)  Info: Der Archivlink wurde automatisch eingesetzt und noch nicht geprüft. Bitte prüfe Original- und Archivlink gemäß Anleitung und entferne dann diesen Hinweis., gesehen am 22. April 2015
9. ↑  allmusic.com, gesehen am 22. April 2015
10. ↑  Courtney Barnett: Sometimes I Sit and Think and Sometimes I Just Sit review, The Guardian, 17. März 2015, gesehen am 22. April 2015
11. ↑  Thomas Winkler: Es ist eben auch mal Freitagmorgen, zeit.de am 27. März 2015, gesehen am 22. April 2015
12. ↑  Jan Wiele: Aus Geld macht sie Origami, faz.net am 23. März 2015, gesehen am 22. April 2015
13. ↑  Barnett will be on US tour with indie a-listers as support, including Lucy Dacus, Julien Baker, Waxahatchee and Vagabon, Paste Magazine vom 18. Mai 2018, abgerufen am 24. Oktober 2019
14. ↑  Critique de Courtney Barnett + Waxahatchee + Loose Tooth à Bataclan, Paris, Konzertkritik (französisch) vom 22. Juni 2018 auf concertandco.com, abgerufen am 28. Juni 2018
15. ↑  C. Barnett South America and Mexico 2019, instagram.com, abgerufen am 8. April 2019
16. ↑  C. Barnett Japan 2019, instagram.com, abgetrufen 8. April 2019

| Personendaten    | Personendaten                                    |
| ---------------- | ------------------------------------------------ |
| NAME             | Barnett, Courtney                                |
| ALTERNATIVNAMEN  | Barnett, Courtney Melba                          |
| KURZBESCHREIBUNG | australische Singer-Songwriterin und Gitarristin |
| GEBURTSDATUM     | 3. November 1987                                 |
| GEBURTSORT       | Sydney, Australien                               |